# Hudi Vrh
Hudi Vrh je naselje v Občini Bloke.

## Prebivalstvo
Etnična sestava 1991:
- Slovenci: 78 (95,1 %)
- Jugoslovani: 4 (4,9 %)